# 川崎市立下布田小学校
川崎市立下布田小学校（かわさきしりつ しもふだしょうがっこう）は、神奈川県川崎市多摩区布田にある公立小学校。略称は下小（しもしょう）。

## 概要
1979年（昭和54年）4月1日設立。1981年（昭和56年）4月4日に第1回入学式を挙行、新1年生のほか、中野島小学校および東菅小学校より2・3・4年生を迎えて開校した。
校内にビオトープ「せせらぎ観察園」があり、二ヶ領用水が流れている。
山崎充哲が学校ボランティアとして、多摩川の環境保全や生物との関わりを教える活動をしていた。

## 沿革
出典
- 1979年（昭和54年）4月1日 - 設立。
- 1981年（昭和56年）
  - 4月4日 - 第1回入学式挙行。新1年生のほか、中野島小学校および東菅小学校より2・3・4年生を迎えて開校。
  - 6月28日 - PTA設立総会開催。
  - 7月12日 - プール及び附帯施設完成。
  - 12月24日 - 手作りの丸太遊具完成。
- 1983年（昭和58年）
  - 2月22日 - 体育館倉庫が体育館脇に設置。
  - 11月19日 - 中庭日本庭園完成。
- 1984年（昭和59年）11月14日 - 気象観測所完成。
- 1986年（昭和61年）2月1日 - 川崎市水準点埋設。
- 1988年（昭和63年）10月18日 - せせらぎ観察園完成。
- 1990年（平成2年）11月12日 - 創立10周年記念式典挙行。
- 1991年（平成3年）11月25日 - 地番変更により現住所になる。
- 1993年（平成5年）5月2日 - 学区立体模型完成。
- 1994年（平成6年）2月10日 - 創立15周年記念集会開催。
- 1995年（平成7年）2月28日 - 川崎市制70周年記念事業版画制作完成。
- 2002年（平成14年）
  - 3月15日 - せせらぎ園に、橋とテーブルを増設。
  - 10月31日 - 創立20周年記念「祝う会」開催。
  - 12月12日 - 学校園整備工事開始。
- 2003年（平成15年）
  - 2月1日 - 体育館屋根塗装。
  - 5月10日 - 果樹園・畑の増設。
- 2005年（平成17年）
  - 1月20日 - 多摩区の花・多摩区の木を記念植樹。
  - 2月24日 - ゴミ収集小屋を設置。
- 2008年（平成20年）
  - 4月19日 - 防災用井戸設置。
  - 11月18日 - 創立30周年記念式典挙行。
- 2018年（平成30年）11月17日 - 創立40周年記念式典挙行。

## 教育目標
豊かな人間性を持ち、たくましく生きる下布田っ子の育成
- 考える子
- やさしい子
- はたらく子
- じょうぶな子

## 通学区域
出典
- 菅稲田堤3丁目（全域）
- 菅馬場1丁目（28番 - 31番）
- 中野島6丁目（全域）
- 布田（全域）

## 進学先
公立中学校に進む場合
- 川崎市立中野島中学校

## 交通アクセス
- JR東日本南武線中野島駅から約440m、徒歩約7分
  - 学校敷地から駅までの距離は約275mだが、校門の設置箇所と道路の関係で距離が延びる。

## せせらぎ観察園
本節では下布田小学校の「せせらぎ観察園」について記述する。下記のとおり様々な植物・生物が生息する。

### 歴史
- 1988年（昭和63年）- 下布田小学校で活用されるようになる[4]。
- 1989年（昭和64年/平成元年）- 休み時間などで使用可能になる[4]。
- 1990年代 - 桜の木が植えられる[4]。
- 1993年（平成5年）- 橋がかかる[4]。
- 1995年（平成7年）
  - 桜の花が咲き始める[4]。
  - 橋が新しくなる（現在の橋）[4]。
- 2002年（平成14年）3月15日 - 橋とテーブルを増設[2]。

### 生息する植物・生物
出典
- 植物
  - 樹木 - サクラ、ウメ、ケヤキなど約40種類（一部校庭のものも含む）。
  - 草本・水生植物 - ホトケノザ、カタバミ、ツユクサ、フキノトウ、オオカナダモなど約80種類。
- 魚類 - オイカワ、ナマズ、アユなど10種類。
- 甲殻類・貝類 - アメリカザリガニ、モクズガニ、タイワンシジミなど8種類。
- 昆虫 - キアゲハ、アキアカネ、アブラゼミ、ノコギリクワガタなど約30種類。
- 鳥類 - カワセミ、ツバメ、ヒヨドリ、マガモなど10種類。
- 爬虫類・両生類 - ヤモリ、ニホンカナヘビ、ヒキガエル、など

### 学校での活用方法
- せせらぎの水（二ヶ領用水）を利用した水田「下布田田んぼ」で米を作る実習を行っている[8]。
- 理科の授業で自然観察などに活用している[9]。
- 全校生徒が「せせらぎ観察園」を大切にしてより深く関わることを目的に、2011年（平成23年）から委員会「せせらぎ保護隊」を設置。具体的な活動は清掃やアメリカザリガニ釣りなど[10]。

### 受賞歴
出典
- 全国学校・園庭ビオトープコンクール 奨励賞受賞
- 川崎市環境功労者表彰 受賞